# Humbert z Romans
Humbert z Romans (ur. ok. 1194 w Romans, zm. 14 lipca 1277 w Valence) – francuski dominikanin, generał zakonu w latach 1254–1263, czczony przez zakon, jako błogosławiony.

## Życiorys
Humbert urodził się w licznej rodzinie w Delfinacie. Jego rodzice byli ponoć bardzo pobożni, zaś szczególną estymą darzyli kartuzów. Jeden z jego braci wstąpił do zakonu założonego przez św. Brunona z Kolonii i rodzina spodziewała się, że również Humbert przyłączy się do kartuzów. Najpierw jednak wybrał się na naukę do Paryża, gdzie na miejscowym uniwersytecie uczył się prawa. Ukończył studia i pozostał na uczelni jako wykładowca. Jakiś czas potem usłyszał w swoim kościele parafialnym porywające kazanie, które przekonało go do przyłączenia się do Zakonu Kaznodziejów w dniu św. Andrzeja Apostoła, 30 listopada 1224. Habit zakonny przyjął z rąk Jordana z Saksonii.
W 1226 został profesorem teologii na macierzystym uniwersytecie, następnie (1236) przeorem w Lyonie, prowincjałem Rzymu (1240) i Francji (1244). W trakcie papieskiej elekcji 1241 był wysuwany jako kandydat na papieża. Podczas kapituły w Budapeszcie, 31 maja 1254, został wybrany generałem całego zakonu. Zrezygnował z funkcji 30 maja 1263 podczas kapituły w Londynie i powrócił do klasztoru w Valence, gdzie przebywał aż do śmierci. Przebywając już w Valence odmówił przyjęcia patriarchatu Jerozolimy. Klasztor opuścił tylko raz, na krótko, aby na prośbę papieża mediować w konflikcie między cystersami.
Zakon zawdzięcza Humbertowi kodyfikację liturgii dominikańskiej, która wykształciła się w XIII wieku, zaś w 1267 została zaakceptowana przez Klemensa IV.